# Thomas Gilovich
Thomas D. Gilovich (* 1954) je americký psycholog a profesor na Cornellově univerzitě.

## Život
Studoval na Kalifornské univerzitě v Santa Barbaře a studia zakončil v roce 1976 bakalaureátem (B.A.), a na Stanfordově univerzitě, kde v roce 1981 získal doktorát (Ph.D.).
V roce 2012 byl přijat do Americké akademie umění a věd.

## Dílo
V jeho výzkumném cíli jsou: hodnocení a rozhodování v každodenním životě, kritické myšlení, sebestřednost, optimismus, pesimismus, spokojenost a spolehlivost i behaviorální ekonomie.

## Monografie
- GILOVICH, T.; GRIFFIN, D.W.; KAHNEMAN, D. (ed). The psychology of intuitive judgment: Heuristic and biases. [s.l.]: Cambridge University Press, 2002. ISBN 978-0-521-79260-8. (angličtina)
- GILOVICH, T.; KELTNER, D.; NISBETT, R.E. Social psychology. 2. vyd. [s.l.]: W. W. Norton, 2006. Dostupné online. ISBN 0-393-93258-3. (angličtina)
- GILOVICH, T. How we know what isn't so: The fallibility of human reason in everyday life. [s.l.]: Free Press, 1991. Dostupné online. ISBN 0-02-911705-4. (angličtina)
- GILOVICH, T.; BELSKY, H. Why smart people make big money mistakes—and how to correct them: Lessons from the new science of behavioral economics (vyšlo v češtině: Proč chytří lidé dělají hloupé chyby když jde o peníze). přepracované vydání. vyd. [s.l.]: Simon and Schuster, 2010. ISBN 1-4391-6336-7. (angličtina)